# Lineare Kette

Darstellung einer linearen Kette mit zwei verschiedenen Atomsorten (grün und rot).
Die zweite und die dritte Reihe zeigen zwei verschiedene Schwingungsmoden:
in der zweiten Reihe schwingen die beiden Atomsorten gegenphasig, in der dritten Reihe gleichphasig.

Die lineare Kette ist ein einfaches dynamisches Modell eines Kristallgitters in der Festkörperphysik.
In diesem Modell wird ein Kristall als unendlich lange, eindimensionale Kette aus Massenpunkten modelliert, die die Atome oder Moleküle des Kristallgitters darstellen. Wählt man nur eine Atom- oder Molekülsorte, so spricht man von der AA-Kette oder A-Kette, wählt man abwechselnd aus zwei verschiedenen Atom- oder Molekülsorten, so spricht man von einer AB-Kette.
Die Massenpunkte sind mit ihren nächsten Nachbarn über Federn verbunden. Das Modell ist linear, da die Rückstellkraft der Federn als lineare Funktion ihrer Dehnung oder Stauchung angenommen wird (Hookesches Gesetz, Federkonstante).
In der Ruhelage ist der Abstand zwischen allen Atomen identisch und sie können nur longitudinal schwingen. Bei Temperaturen über dem absoluten Nullpunkt können die Atome in der Kette in bestimmten Moden schwingen, von denen ihre Schallgeschwindigkeit abhängt. Das Modell beschreibt somit einfache Gitterschwingungen.
Bei der theoretischen Betrachtung der linearen Kette stellt sich heraus, dass die Schwingungsenergie nicht kontinuierlich von der Temperatur abhängt, sondern nur diskrete Schwingungsenergien möglich sind. In Analogie zur Quantisierung der Energie des elektrischen Feldes in einem Hohlraum, dessen kleinste Energiequanten {\displaystyle E_{n}=n\cdot \hbar \cdot \omega } Photonen genannt werden, nennt man die anregbaren Gitterschwingungen in einem Kristallgitter Phononen.

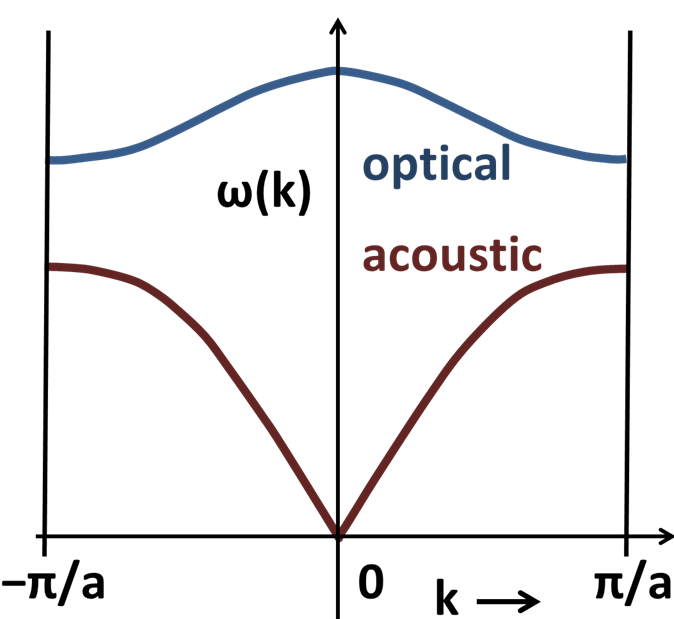
Dispersionsrelation der AB-Kette,
d. h. Kreisfrequenz als Funktion der Wellenzahl.
Die Einheitszelle des Kristallgitters hat die Länge und beinhaltet ein A- und ein B-Atom; der Abstand zweier benachbarter Atome ist.